# 塚本高史
塚本 高史（つかもと たかし、1982年〈昭和57年〉10月27日 - ）は、日本の俳優、歌手。東京都八王子市出身。サンミュージックプロダクション所属。

## 略歴
- 1996年、サンミュージック新人タレントオーディション俳優部門に入賞。
- 1997年、15歳のときにテレビドラマ『職員室』で俳優デビュー[5]。
- 2000年、映画初出演作である『バトル・ロワイアル』で知名度が上がる。
- 2003年、映画『カミナリ走ル夏』で映画初主演。ファースト写真集『four doors』発売。インディーズシングル「ヒ・ト・リ・ゴ・ト」で歌手デビュー。
- 2007年、ファーストアルバム『自遊奔放』発売。
- 2007年5月29日、7歳年上[3]の女性との婚姻を届出。当時妻は妊娠中。この日は妻の誕生日でもあった[6]。
- 2007年9月15日、午後7時ちょうどに第一子（女の子）が誕生したと発表[7]。名前は未発表。
- 2008年、『監査法人』でテレビドラマ初主演。
- 2008年、映画『イエスタデイズ』でメジャー映画初主演、11月1日（土）シネマート新宿ほか全国公開。
- 2009年7月31日、午前4時53分に第二子（男の子）が誕生したと発表[8]。

## 人物
- 実家での家族構成は父・母・弟[9]。
- 血液型A型、足のサイズは27.0cm。
- 趣味はエレキギター、スノーボード、サッカー。
- 『木更津キャッツアイ』、『マンハッタンラブストーリー』、『タイガー&ドラゴン』、『ガンジス河でバタフライ』、『なくもんか』、『監獄のお姫さま』など、宮藤官九郎脚本作品に数多く出演している。
- 歌手として3枚のインディーズシングルをリリースしている。また、玉木宏、佐藤隆太らとともに、映画『ロッカーズ』のバンド「ROCKERS」として『ミュージックステーション』などに出演した。映画『木更津キャッツアイ ワールドシリーズ』の主題歌「シーサイド・ばいばい」にも木更津キャッツアイメンバーとして参加。オリコン初登場1位を記録する。
- 赤い唇が特徴的である[10]。
- かつては仕事の掛け持ちをすることがあったが、その時の一本に本腰を入れて臨むために、今はしないことに決めている[11]。
- 佐藤隆太とは自他共に認める親友で、『木更津キャッツアイ』の撮影中佐藤の家に泊まりこんでいたこともある[12]。
- 好きな俳優はショーン・ペンとトム・クルーズ[13]。また、クルーズの主演作である『トップガン』を好きな映画に挙げており、本作の映像ソフトやオンデマンド配信における新録版吹き替えではクルーズ演ずる主人公マーベリックの声を担当した[14][15]。ただし、この吹き替えは2020年以降の新盤ブルーレイからは削除されている。

## 出演
太字は主演作品

### テレビドラマ（連続）
- 職員室（1997年7月 - 9月、TBS） - 山根俊作 役
- おそるべしっっ!!!音無可憐さん（1998年1月 - 3月、テレビ朝日） - 高瀬哲雄 役
- くれなゐ（1998年4月 - 6月、よみうりテレビ） - 貴志悟 役
- チェンジ!（1998年10月 - 12月、テレビ朝日） - 渡辺雄太 役
- 双子探偵 第9話（1999年9月、NHK教育） - 佐伯亮平 役
- サイコメトラーEIJI2（1999年10月 - 12月、日本テレビ） - タカシ 役（西京警備隊）
- シンデレラは眠らない（2000年1月 - 3月、よみうりテレビ）
- Summer Snow（2000年7月 - 9月、TBS） - ひったくり犯 役
- 科捜研の女 第6話（2000年11月23日、テレビ朝日）
- 天国に一番近い男・教師編 第1話（2001年4月13日、TBS） - ラグビー部員 役
- 陰陽師 第6話（2001年5月8日、NHK総合） - 如水 役
- ルーキー!（2001年4月 - 6月、関西テレビ）
- Fighting Girl 第1話（2001年7月、フジテレビ）
- shin-D「チェリー」（2001年8月7日 - 28日、日本テレビ）
- 新宿鮫 氷舞 第1話（2002年4月、NHK BS2）
- 傷だらけのラブソング（2001年10月 - 12月、関西テレビ） - 真司 役
- 木更津キャッツアイ（2002年1月 - 3月、TBS） - アニ （佐々木兆）役
- ごくせん（第1シリーズ）第9話（2002年4月17日 - 7月3日、日本テレビ） - 黒崎裕次 役
- 恋セヨ乙女（2002年7月 - 8月、NHK総合） - 富樫秀彦 役
- 東京庭付き一戸建て（2002年7月 - 9月、日本テレビ） - 山岸秀次 役
- おとうさん（2002年10月 - 12月、TBS） - 野口英雄（ヒデちゃん） 役
- いま何待ち? #9#10#11「スリールームス」（2002年12月2日・9日・16日、フジテレビ） - 高尾 役
- 伝説のマダム 第4話・10話・11話（2003年4月 - 6月、よみうりテレビ） - 川口 役
- 新・夜逃げ屋本舗 第10話（2003年4月 - 6月、日本テレビ） - 宮島友明 役
- Stand Up!!（2003年7月 - 9月、TBS） - 久米直也 役
- マンハッタンラブストーリー（2003年10月 - 12月、TBS） - 蒲生忍 役
- ちょっと待って、神様（2004年1月 - 2月、NHK名古屋） - 久留春夫 役
- FIRE BOYS 〜め組の大吾〜（2004年1月 - 3月、フジテレビ） - 甘粕士郎 役
- ディビジョン1 ステージ2「RUNNER'S HIGH」（2004年5月、フジテレビ） - 小峰龍吾 役
- 一番大切なデート 東京の空・上海の夢（2004年8月、TBS） - 多田健司役
- わかば（2004年9月 - 2005年3月、NHK大阪） - 谷準一 役
- 夫婦。（2004年10月 - 12月、TBS） - 山口順 役
- タイガー&ドラゴン（2005年4 - 6月、TBS） - 中谷銀次郎 役
- 菊次郎とさき（2005年7月 - 9月、テレビ朝日） - 北野武（青年期） 役
- 名探偵赤冨士鷹（2005年、NHK総合） - 如月大正 役
- 結婚できない男（2006年7月 - 9月、関西テレビ） - 村上英治 役
  - まだ結婚できない男（2019年10月 - 12月、関西テレビ）
- 鉄板少女アカネ!!（2006年10月 - 12月、TBS） - 一条心太 役
- 特急田中3号（2007年4月 - 6月、TBS） - 花形圭 役
- 菊次郎とさき（2007年7月 - 9月、テレビ朝日） - 北野武（青年期） 役
- ガンジス河でバタフライ（2007年10月、メ〜テレ） - シンゴ 役
- ハタチの恋人（2007年10月 - 12月、TBS） - 河村由紀夫 役
- 恋のから騒ぎ ドラマスペシャル〜Love StoriesIV〜「声が震える女」（2007年11月30日、日本テレビ） - 南裕也 役
- ミラクルボイス（2008年1月3日、TBS） - 鳥山充 役
- 未来講師めぐる 第4話（2008年2月、テレビ朝日） - アキラ 役
- 監査法人（2008年6月14日 - 7月19日、NHK名古屋） - 若杉健司 役[16]
- 小児救命（2008年10月 - 12月、テレビ朝日） - 狩矢俊介 役
- 帝王（2009年7月 - 9月、毎日放送） - 咲輝凌（坂木了） 役
- 東京DOGS 第7話（2009年11月30日、フジテレビ） - 矢野亮介 役
- 曲げられない女（2010年1月 - 3月、日本テレビ） - 坂本正登 役
- 夏の恋は虹色に輝く 第6話 - 8話・最終話（2010年8月 - 9月、フジテレビ） - 北村春樹 役
- ナサケの女〜国税局査察官〜（2010年10月 - 12月、テレビ朝日） - 三木航介 役
- ドラマW 幻夜（2010年11月 - 2011年1月、WOWOW） - 水原雅也 役
- スクール!!（2011年1月 - 3月、フジテレビ） - 大橋仁 役
- BS時代劇 テンペスト（2011年7月 - 9月、NHK BSプレミアム） - 喜舎場朝薫 役
- ランナウェイ〜愛する君のために（2011年10月 - 12月、TBS） - 河島龍之介 役
- ハングリー!（2012年1月 - 3月、関西テレビ） - 住吉賢太 役
- 大河ドラマ（NHK総合）
  - 平清盛（2012年） - 藤九郎 役
  - 軍師官兵衛（2014年） -　後藤又兵衛 役
- パパドル! 第7・8話（2012年6月7日・14日、TBS） - 佐倉鉄平 役
- ゴーストママ捜査線〜僕とママの不思議な100日〜 最終話（2012年9月15日、日本テレビ） - 三船浩志 役
- 東京全力少女（2012年10月 - 12月、日本テレビ） - 桜井弘一 役
- でたらめヒーロー（2013年4月 - 6月、読売テレビ） - 丹波修司 役
- 配達されたい私たち（2013年5月 - 6月、WOWOW） - 澤野始 役
- 怪奇大作戦 ミステリー・ファイル 第3話「闇に蠢く美少女」（2013年11月9日、NHK BSプレミアム） - 江川健人 役
- 土曜ドラマ 太陽の罠（2013年11月 - 12月、NHK総合） - 澤田謙 役
- TEAM -警視庁特別犯罪捜査本部-（2014年4月 - 6月、テレビ朝日） - 屋敷大地 役
- おやじの背中 第8話「駄菓子」（2014年8月31日、TBS） - 羽柴浩太郎 役
- ワイルド・ヒーローズ （2015年4月 - 6月、日本テレビ） - 田川隼人 役
- プレミアムよるドラマ 仮カレ（2015年11月 - 12月、NHK BSプレミアム） - 村井直人 役
- プレミアムドラマ 嫌な女（2016年3月 - 4月、NHK BSプレミアム） - 磯崎賢 役
- OUR HOUSE（2016年4月 - 6月、フジテレビ） - 三上丈治 役[17]
- 刑事7人（テレビ朝日） - 青山新 役[18]
  - 刑事7人 第2シリーズ（2016年7月13日 - 9月14日）
  - 刑事7人 第3シリーズ（2017年7月12日 - 9月13日）
  - 刑事7人 第4シリーズ（2018年7月11日 - 9月12日）
  - 刑事7人 第5シリーズ（2019年7月10日 - 9月18日）
  - 刑事7人 第6シリーズ（2020年8月5日 - 9月30日）
  - 刑事7人 第7シリーズ（2021年7月7日 - 9月15日）
  - 刑事7人 第8シリーズ（2022年7月13日 - 9月14日）[19]
  - 刑事7人 第9シリーズ（2023年6月7日 - 8月9日）[20]
- コック警部の晩餐会 第1話（2016年10月20日、TBS） - 徳永貞治 役
- スーパーサラリーマン左江内氏 第1話（2017年1月14日、日本テレビ） - 強盗 役
- この世にたやすい仕事はない（2017年4月 - 5月、NHK BSプレミアム） - 百合岡純 役
- 緊急取調室 シーズン2 第5話（2017年5月18日、テレビ朝日） - 水越辰也 役
- 監獄のお姫さま（2017年10月17日 - 12月19日、TBS） - 長谷川信彦 役
- ホリデイラブ（2018年1月26日 - 3月16日、テレビ朝日） - 高森純平 役
- クロスロード3 群衆の正義（2018年12月4日 - 23日、NHK BSプレミアム） - 荒木琢磨 役
- よつば銀行 原島浩美がモノ申す！～この女に賭けろ～（2019年1月21日 - 3月11日、テレビ東京） - 矢野修 役
- パパがも一度恋をした（2020年2月1日 - 3月22日、東海テレビ・フジテレビ） - 加藤英太（トカレフ） 役
- 君の花になる 第1話・第6話・第7話（2022年10月18日・11月22日・11月29日、TBS） - 豊高創 役[21]
- トリリオンゲーム 第5話 - 第6話（2023年8月11日 - 18日、TBS） - 神星夜 役[22]
- アイドル失格（2024年1月13日 - 3月30日、BS松竹東急） - 六車藤四郎 役[23][24]
- イップス 第3話（2024年4月26日、フジテレビ） - 尾花健一郎 役[25]
- ダブルチート 偽りの警官 Season1 第2話（2024年5月3日、テレビ東京・WOWOW） - 猪俣充 役[26]
- 西園寺さんは家事をしない（2024年7月9日 - 9月17日、TBS） - 小西洋介 役[27]
- 団地のふたり（2024年9月1日 - 、NHK BS・BSプレミアム4K） - 田川賢一 役
- 仮面ライダーガヴ 第2話 - （2024年9月8日 - 、テレビ朝日） - ランゴ・ストマック 役[28]
- 放課後カルテ（2024年10月12日 - 12月21日、日本テレビ） - 樫井貴之 役[29]
- 夫よ、死んでくれないか（2025年4月7日 - 6月23日、テレビ東京） - 榊哲也 役[30]

### テレビドラマ（単発）
- あぶない家族大図鑑・賢者の贈り物 - 杉田淳一 役
- 少年サスペンス 恐怖のEメール（1998年8月14日 - 28日、テレビ朝日） - トオル 役
- 学校の挑戦（1998年9月21日、テレビ朝日） - 野木篤史 役
- フジテレビヤングシナリオ大賞『離婚疎開』（1999年10月23日、フジテレビ） - 白井 役
- センチメントの季節 クラゲの海（1999年12月、WOWOW） - ケイゴ 役
- 教師びんびん物語スペシャル（2000年3月17日、フジテレビ）
- 火曜サスペンス劇場「盲人探偵・松永礼太郎12」『いま一度の』（2000年4月25日、日本テレビ） - 杉本純二 役
- 火曜サスペンス劇場「孤独な果実」（2000年11月28日、日本テレビ） - 豊島正之 役
- 月曜ミステリー劇場「示談交渉人 甚内たま子裏ファイル」（2001年6月18日、TBS） - 鈴木拓也 役
- 土曜ワイド劇場「救急救命士・牧田さおり」（2002年1月26日、テレビ朝日） - 池上和人 役
- 正月時代劇 またも辞めたか亭主殿〜幕末の名奉行・小栗上野介〜（2003年1月3日、NHK総合） - 立石斧次郎 役
- 池袋ウエストゲートパーク SOUPの回（2003年3月28日、TBS） - アニ（佐々木兆） 役
- 火曜サスペンス劇場「震える手」（2003年9月30日、日本テレビ） - 杉野哲 役
- ほんとにあった怖い話「幽霊物件」（2004年10月18日、フジテレビ） - 常石友哉 役
- タイガー&ドラゴン「三枚起請の回」（2005年1月9日、TBS） - 中谷銀次郎 役
- 名探偵赤冨士鷹（2005年12月29日・30日、NHK総合） - 如月大正 役
- 恋のから騒ぎ 〜Love StoriesIV〜「声が震える女」（2007年11月30日、日本テレビ系）
- ドラマW 6時間後に君は死ぬ（2008年9月28日、WOWOW） - 山葉圭史 役
- NHKスペシャル「リストラの果てに〜日雇いに流れ込む人々〜」（2009年1月26日、NHK総合） - ナレーション
- 春さらば（2009年3月25日、テレビ東京） - 海野悟 役
- サマヨイザクラ （2009年5月30日、フジテレビ系） - 鹿野川雪彦 役
- BUNGO -日本文学シネマ-「魔術」（2010年2月16日、TBS） - 櫻田竜一 役
- 歸國（2010年8月14日、TBS） - 竹下中尉 役
- 世にも奇妙な物語 20周年スペシャル・秋 〜人気作家競演編〜「殺意取扱説明書」（2010年10月4日、フジテレビ） - 川島実 役
- 探偵Xからの挑戦状!「探偵Xからの挑戦状!」（2011年5月5日、NHK総合） - 怪盗X 役
- ミエルオンナ月子〜真夏の夜のコワーイ話〜（2011年8月26日、日本テレビ系） - 瀬野一男役
- オリンパスドラマスペシャル「光る壁画」（2011年10月1日、テレビ朝日） - 今村始 役（友情出演）
- ナサケの女Special〜国税局査察官〜（2012年2月4日、テレビ朝日） - 三木航介 役
- 灰色の虹（2012年5月19日、テレビ朝日） - 江木雅史 役
- ピン女のメリークリスマス 〜恋したい、恋しようとしない、恋できない。〜（2012年12月17日 - 19日、日本テレビ） - 入江渉 役
- FNS27時間テレビ 女子力全開2013 乙女の笑顔が明日を作る!!「約1回目のプロポーズ」 第5話 靖子のはなし・第8話 春菜のはなし（2013年8月4日、フジテレビ） - マネージャー 役
- 冤罪死刑（2013年11月23日、テレビ朝日） - 佐々木太一 役
- 月曜ゴールデン 産科医和泉凛『生と死のカルテ』（2014年3月17日・TBS） - 里中公介 役
- ハンドベル卒業式（2014年3月16日、東海テレビ） - 佐竹憲太 役
- ザ・ドライバー（2015年10月11日、テレビ朝日） - 田畑公平 役[31]
- 足立区発地域ドラマ「千住クレイジーボーイズ」（2017年2月15日、NHK BSプレミアム） - 主演・辰村恵吾 役[32]
- Friend-Ship Project ～こんにちは、女優の相楽樹です。～（2017年3月6日 - 20日、テレビ東京） - 天城 役
- BS笑点ドラマスペシャル 五代目三遊亭圓楽（2019年1月12日、BS日テレ） - 三遊亭楽太郎（六代目円楽） 役
  - BS笑点ドラマスペシャル 初代林家木久蔵（2020年1月11日）
- ハラスメントゲーム 秋津VSカトクの女（2020年1月10日、テレビ東京） - 梶川雅男 役
- U-NEXT presents 「あと3回、君に会える」（2020年3月31日、カンテレ・フジテレビ） - 小倉博昭 役（友情出演）[33]
- 俺の家の話 第九話・最終話（2021年3月19日・26日、TBS） - 三代目葬儀屋・鬼塚高吉 役[34]
- 二月の勝者-絶対合格の教室- 第4話・最終話（2021年11月6日・12月18日、日本テレビ） - 武田正人 役
- 義経のスマホ（2022年5月24日 - 6月3日、NHK総合） - 源頼朝 役[35]
- テレビとはあついものなり〜放送70年TV創世記〜（2023年3月21日、NHK総合） - 高橋圭三 役[36]
- 隣の男はよく食べる 第2話（2023年4月13日、テレビ東京） - 省吾 役（友情出演）[37]
- 松本清張ドラマスペシャル 第二夜「ガラスの城」（2024年1月4日、テレビ朝日） - 富崎弥大 役[38]
- テレビ朝日開局65周年記念 ドラマプレミアム 終りに見た街（2024年9月21日、テレビ朝日） - 後輩俳優 役[39]

### 配信ドラマ
- 女たちは二度遊ぶ「平日公休の女」（2010年4月7日、BeeTV）
- U-NEXT presents「君と会えた10＋3回」（2020年3月31日、U-NEXT） - 小倉博昭 役（友情出演）
- グリーンチャンネル「ドラマスペシャル 競馬の鉄人」（2020年12月、グリーンチャンネル） - 武田豊 役
- THE3名様Ω（2024年5月24日 -、Hulu） - 主演・ミッキー 役

### 映画
- バトル・ロワイアル（2000年12月6日） - 三村信史 役
  - バトル・ロワイアル （特別篇）（2001年4月7日） - 三村信史 役
- ひかり（福岡県教育映画、津島勝監督）
- ゴジラ・モスラ・キングギドラ 大怪獣総攻撃（2001年12月15日） - 池田湖の若者（ヒロキ） 役[4]
- 修羅雪姫（2001年12月15日） - 剪 役
- 17才（2002年3月2日） - 客2 役
- 青い春（2002年6月29日） - 野球部の1年 役
- 偶然にも最悪な少年（2003年9月13日） - アベック男 役（特別出演）
- ロボコン（2003年9月13日） - 竹内和義 役
- ROCKERS（2003年9月27日） - 山田公介（コーちゃん〈鶴川仁美〉） 役
- 木更津キャッツアイシリーズ - 佐々木兆（アニ） 役
  - 木更津キャッツアイ 日本シリーズ（2003年11月1日）
  - 木更津キャッツアイ ワールドシリーズ（2006年10月28日）
- カミナリ走ル夏 -雷光疾走ル夏-（2003年12月13日） - 暮巳雷 役
- 恋文日和「イカルスの恋人たち」（2004年12月4日、永田琴恵監督） - 佐々木健二 役
- about love アバウト・ラブ/関於愛「shanghai」（2005年9月17日） - 修平 役
- 深紅（2005年9月17日） - 渡辺拓巳 役
- TAKI183（2006年1月28日） - トミー 役
- タイヨウのうた（2006年6月17日） - 藤代孝治 役
- 富嶽百景〜遙かなる場所〜（2006年5月27日） - 太宰治 役
- 涙そうそう（2006年9月30日） - 島袋優一 役
- エンマ（2007年2月24日） - 野上遥冬 役
- そのときは彼によろしく（2007年6月2日） - 五十嵐佑司 役
- スマイル 聖夜の奇跡（2007年12月15日） - タカシ 役（友情出演）
- 夜の上海（2007年9月22日） - 河口龍一 役
- 陰日向に咲く（2008年1月） - ゆうすけ 役
- イキガミ（2008年9月27日） - 森尾秀和 役
- イエスタデイズ（2008年11月1日） - 柳田聡史役※全国一斉公開映画初主演
- やさしい旋律（2008年12月20日） - 桑原一隆 役
- 釣りキチ三平（2009年3月20日） - 鮎川魚紳 役
- 僕らのワンダフルデイズ（2009年11月7日） -　居酒屋マスター 役（友情出演）
- なくもんか（2009年11月14日） - 金城大介 役
- 釣りバカ日誌20 ファイナル （2009年12月26日） - 久保俊介 役
- アウトレイジ（2010年6月12日） - 飯塚 役
- ねこタクシー（2010年6月12日） - 菅沼 役
- 劇場版ポケットモンスター ダイヤモンド&パール 幻影の覇者 ゾロアーク（2010年7月） - クルト 役（声の主演）
- 恋するナポリタン 〜世界で一番おいしい愛され方〜（2010年9月11日） - 田中武 役
- ラブコメ（2010年9月25日） - 江島和俊 役
- 恋愛戯曲 〜私と恋におちてください。〜（2010年9月25日） - 柳原恭一郎 役
- RAILWAYS 愛を伝えられない大人たちへ（2011年11月19日） - 片山光太 役
- 劇場版テンペスト3D（2012年1月28日） - 喜舎場朝薫 役
- HK 変態仮面（2013年4月13日公開、ティ・ジョイ） - 刑事 役
- JUNK STORY（2015年5月23日） - ナレーション
- ガールズ・ステップ（2015年9月12日、東映） - ケニー長尾 役[40]
- 杉原千畝 スギハラチウネ（2015年12月5日） - 南川欽吾 役
- 輪違屋糸里 〜京女たちの幕末〜（2018年12月15日） - 芹澤鴨 役
- 貞子（2019年5月24日） - 石田祐介 役[41]
- HiGH&LOW THE WORST（2019年10月4日） - パルコ（春山孝一） 役
- いつくしみふかき（2020年4月17日）[42]
- キスカム!〜COME ON,KISS ME AGAIN!〜（2020年9月4日[43][44]） - 口岡英樹 役[45]
- THE3名様 〜リモートだけじゃ無理じゃね?〜（2022年4月8日）[46]
  - THE3名様Ω〜これってフツーに事件じゃね?!〜（2024年8月30日）[47]
- 京都カマロ探偵 (2022年6月17日、マグネタイズ)　- 主演・釜田麻呂 役
- TELL ME 〜hideと見た景色〜 (2022年7月8日)　- I.N.A.役
- はたらく細胞（2024年12月13日） - 好中球先生 役[48]
- 仮面ライダーガヴ お菓子の家の侵略者（2025年7月25日） - ランゴ・ストマック 役[49]

ショートムービー
- Yuming Films vol.3「新年好‼〜A HAPPY NEW YEAR」（2007年11月7日配信、Yahoo!動画　- 主演

### バラエティ
- 夢ヶ丘レジデンス（ユメレジ）木曜日パーソナリティ（MUSIC ON! TV、2006年7月 - 2007年3月）
- LIFE!〜人生に捧げるコント〜 レギュラー（NHK総合・BSプレミアム、2012年9月1日 - 2014年9月25日）
- GACKTプロデュース！POKER×POKER〜業界タイマントーナメント（2018年5月♯2 - 3、AbemaTV）
- 土曜スペシャル 鉄道沿線歩き旅14 群馬・わたらせ渓谷鐵道沿い50kmを行く（2022年9月24日、テレビ東京）
- ぶらり途中下車の旅　京急線の旅（2024年5月18日、日本テレビ） - 旅人[50]

### ナレーション
- アジアンスマイル（NHK BS1）
- 岩合光昭の世界ネコ歩き（2012年8月6日 - 、NHK BSプレミアム→NHK BS・BSプレミアム4K）

### 吹き替え
- トップガン（DVD/Blu-ray版） - トム・クルーズ（マーベリック 役）

### ゲーム
- 龍が如く 見参! （祇園藤次）

### ミュージック・ビデオ
- 倖田來未
  - you（メイン・男3人の会話シーン）
  - Lies（男3人の会話シーン）
  - feel（男3人の会話シーン）
  - Someday
- YUI
  - Good-bye days（メイン）
- 木更津キャッツアイ feat.MCU「シーサイド・ばいばい」

### CM
- 日本コカ・コーラ「キュン」
- スズキ「ソリオ」
- 大塚ベバレジ「MATCH」
- サントリー「おうちカクテル」
- P&G「ヴィダルサスーン」
- タイ国際航空イメージキャラクター
- クラウディア「Forte Kuraudia」
- アサヒビール「アサヒ本生アクアブルー」
- アルペン「イグニオ」
- 学生援護会「an」
- ワコール「LOVEブラ」（2006年3月）
- ローソン「みんなの唄、LAWSONG」（2006年7月）
- 資生堂「uno」（映画木更津キャッツアイ ワールドシリーズとのコラボCM。但し、岡田准一ら他のキャッツメンとスケジュールがあわず、1人だけで撮影して合成した。）
- ハンゲーム ポコタンヌ役（2006年8月）
- カゴメ「野菜飲料シリーズ」（2007年3月）
- 全国理容連合会 理容師募集広告イメージキャラクター（2007年8月）
- 花王「ヘルシアウォーター」「メリーズ」「ハミングフレア」
- 第一三共ヘルスケア「プレコール持続性カプセル」（2011年度- 、2011年度は内田恭子と共演、2012年度以降は単独で出演している）
- アブラハム・プライベートバンク金融投資ファンド(※行政指導で6か月停止）ファンドメインキャラクター（2012年12月- ）

### 玩具
- 仮面ライダーガヴ DXミミックデバイザー（2025年5月22日）

## 映像作品
- Memory〜あなたのために〜 （2003年1月8日、JAN 4988013432109）
- 世界ウルルン滞在記 Vol.4（2009年1月23日、JAN 4988104050144）
- THE3名様

（以下全てミッキー役）
- THE3名様 秋は恋っしょ!
- THE3名様 春はバリバリバイトっしょ!
- THE3名様 渚のダンシングナイト!
- THE3名様 夏はやっぱり祭りっしょ!!
- THE3名様 いい意味でアイラブユー
- THE3名様 みんなが選んじゃったベスト11 これってどーよ！？
- THE3名様 俺たちのサマーウインド
- THE3名様 アニメはアニメでありっしょ！

## 音楽作品

### シングル
|     | 資料                                      | 收錄 |
| --- | ----------------------------------------- | --- |
| 1st | ヒ・ト・リ・ゴ・ト - 発行日：2003年4月1日 | 1. ヒ・ト・リ・ゴ・ト 2. ストロベリィーフィールズで待っていて欲しい 3. ヒ・ト・リ・ゴ・ト BGM Mix ◎塚本高史さんからのボイスメッセージを添付                                                                         |
| 2nd | いつでも僕は - 発行日：2004年7月14日      | 1. いつでも僕は 2. 僕の声 3. ありがとう 4. いつでも僕は(original KARAOKE) 5. 僕の声(original KARAOKE) 6. ありがとう(original KARAOKE) 7. いつでも僕は(private version) ◎追加のギフト〈いつでも僕は（Music Video）〉 |
| 3rd | NEW MORNING - 発行日：2006年4月12日       | 【CD AUDIO SIDE】 1. NEW MORNING 2. Recycle 3. Keep on running 【DVD VIDEO SIDE】 - NEW MORNING MUSIC CLIP |

### アルバム
|     | 資料                            | 收錄 |
| --- | ------------------------------- | --- |
| 1st | 自遊奔放 - 発行日：2007年5月9日 | 1. LOVE Tear Drops 2. ニコチンスマイル 3. 僕の声 Brand New Ver. 4. 尖った誘惑 5. ありがとう Brand New Ver. 6. Keep on running 7. ヒ・ト・リ・ゴ・ト Brand New Ver. 8. あなたのために 9. 真夜中のサプリメント 10. NEW MORNING 11. Laura 12. ストロベリーフィールズで待っていて欲しい Brand New Ver. 13. Recycle 14. いつでも僕は Brand New Ver. 15. いつの日にか DVD - いつの日にか（Music Video） |

## 書籍

### 写真集
- four doors（ぶんか社・2003年11月15日）
- TWO 〜 TOKYO Wandering & Shanghai Making Edit. 〜（ワニブックス・2004年12月20日）
- 塚本高史 TAKI 183 フォトブック (ぴあ・2005年12月21日)